# Lockwood (Kalifornia)
Lockwood – jednostka osadnicza w Stanach Zjednoczonych, w stanie Kalifornia, w hrabstwie Monterey.